# Jedle korejská

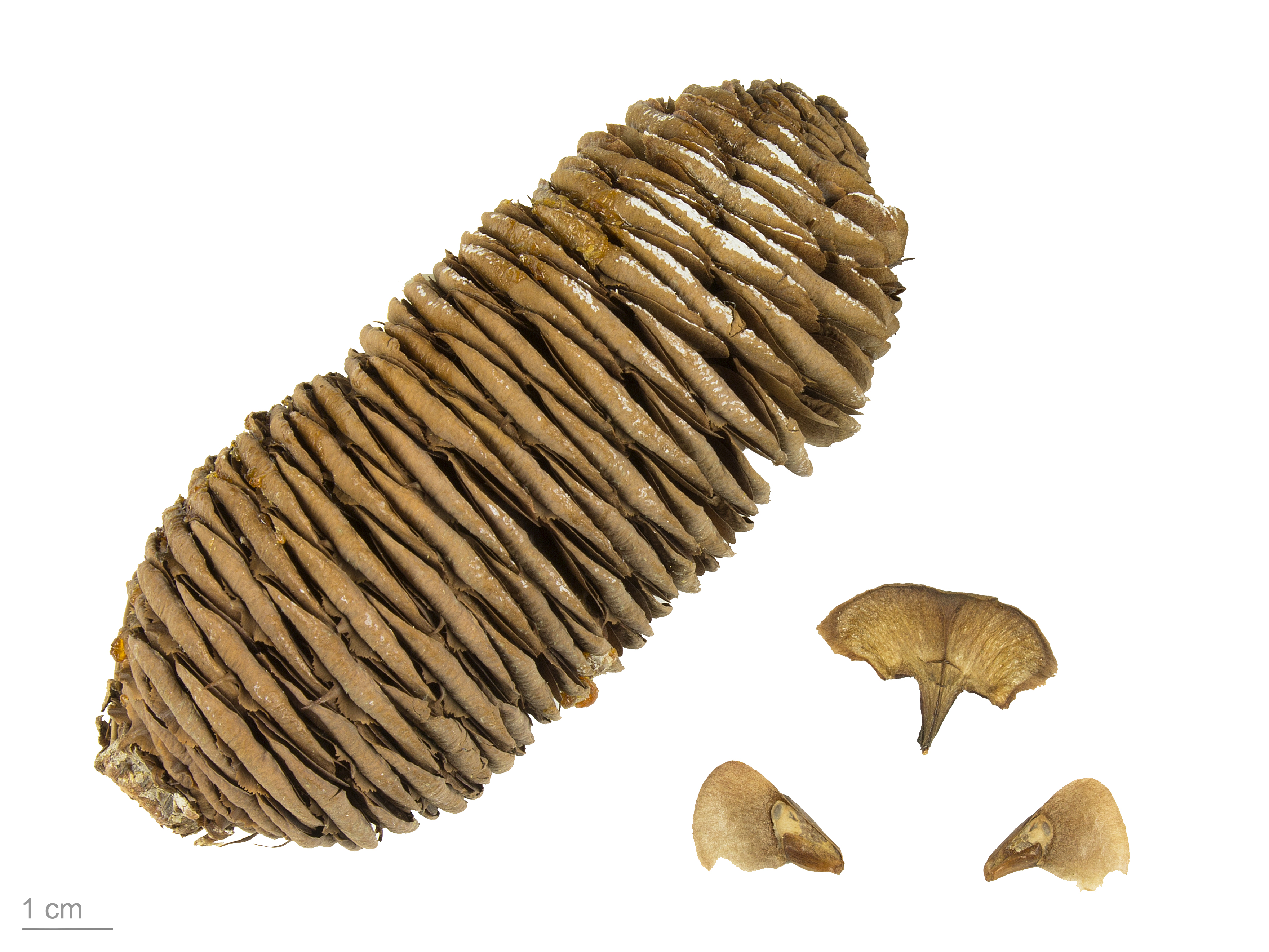
Abies koreana - Jedle korejská, šiška, šupina a semena s křídly.

Jedle korejská (Abies koreana) je menší jehličnatý strom, patřící mezi nejmenší jedle, rostoucí v horách Jižní Koreje.

## Popis
Stálezelený, jehličnatý, spíše pomaleji rostoucí (15–30 cm za rok) strom (u horní hranice lesa též keř) dorůstající 9–18 m. Kmen může dosáhnout průměru až 1–2 m. Koruna je široce kuželovitá, hustě zavětvená, později s tupým vrcholem. Borka je zpočátku hladká s pryskyřičnými puchýři a purpurová, později rozbrázděná, plátovitá a šedá, vnitřní borka je červenohnědá. Letorosty jsou rýhované, mírně chlupaté, šedožlutočervené, později lehce purpurové. Pupeny jsou vejčité, hnědočervené, s bělavou pryskyřicí, 8–12 mm v průměru. Jehlice jsou 1–2,5 cm dlouhé, 2–2,5 mm široké a 0,5 mm vysoké, seshora leskle tmavozelené, vespod se dvěma bílými stomatárními proužky, na koncích vroubkované, na větvích husté, směřující směrem nahoru a ven. Samčí šištice jsou kulovitě vejčité, červenožlutozelenofialovohnědé, 10 mm dlouhé a 7 mm široké. Samičí šištice (šišky) jsou 5–7 cm dlouhé a 2,5–4 cm široké, široce zaoblené, zpočátku modrošedé potom dozráváním tmavě fialové s bílými pryskyřičnými skvrnami a tupým vrcholem, semenné šupiny jsou ledvinovité, 15–20 mm široké, podpůrné šupiny vyčnívají ze šišky. Semena jsou vejčitá, 7 mm dlouhá, s červenohnědým křídlem. Strom kvete v květnu. Semena dozrávají říjen-listopad.

## Výskyt
Domovinou stromu je Jižní Korea – (provincie Čedžu (ostrov Čedžu, kolem hory Halla-san); provincie Jižní Čolla (hora Deogyusan); provincie Severní Čolla (hora Jirisan); provincie Severní Kjongsang a provincie Jižní Kjongsang: v národním parku Gaya Mountain, který se rozprostírá přes obě tyto provincie), kde se strom vyskytuje endemicky.

## Ekologie
Jedle korejská je vysokohorský strom, rostoucí v nadmořských výškách 1000 až 1900 m v horských půdách chudých na humus a v mírně chladném klimatu s letními monzuny. Půda vlhká, dobře odvodňovaná, pH mírně kyselé až neutrální. Strom má rád plné oslunění. Mrazuvzdorný do −28 °C, je snášenlivý k znečištění ovzduší (snáší například kouř) a větru. Jedle korejská tvoří monokulturní porosty, nebo roste dohromady s: břízou Ermanovou Betula ermanii, tisem japonským Taxus cuspidata, slivoní Maximowiczovou Prunus maximowiczii, slivoní Sargentovou Prunus sargentii, dřínem japonským Cornus kousa, na hoře Halla často spolu s podrostovou rostlinou bambusem Sasa quelpartensis; na pevnině roste jedle korejská též se smrkem ajanským Picea jezoensis, borovicí korejskou Pinus koraiensis, borovicí hustokvětou Pinus densiflora, dubem mongolským Quercus mongolica varieta mandshurica, svídou pochybnou Cornus controversa a jinými, z keřů například rostlinami z rodu pěnišník Rhododendron a jinými.

## Choroby a nepřátelé
Semena a semenáče stromu jsou někdy napadány houbou Racodium therryanum, která snižuje klíčivost semen a životaschopnost semenáčů.

## Využití člověkem
Vzhledem k pomalému růstu, malým rozměrům a nízkému rozšíření není tento strom vhodný (a ani není používán) jako zdroj dřeva. Pro svůj malý vzrůst je široce používán jako okrasná dřevina do malých zahrad.

## Ohrožení
Strom je považován za ohrožený a blíží se stavu kriticky ohrožený. Jeho populace klesá v důsledku změn klimatu (globální oteplování), které strom poškozují až zabíjejí (jedná se mimo jiné o vztah mezi teplotou a vodou prostředí, ve kterém se organizmy (zde například tento strom) vyskytují). Populace stromu je také značně roztříštěná, což ztěžuje přenos genů mezi rozdílnými populacemi jedle korejské a tím kvalitu potomstva z pohledu genetiky. Stavy populace jedle korejské snižuje též prudce rostoucí bambus Sasa quelpaertensis a cizí invazní druhy borovic (kolem hory Halla), které jedli korejskou vytlačují. Též napadání semen a semenáčů jedle korejské houbou Racodium therryanum snižuje regenerační schopnost populace této jedle. Před 20 lety bylo navíc 30–40 % subpopulace jedle korejské zničeno kolem hory Deogyusan v Jižní Čolle (10 % plochy národního parku) při budování lyžařského areálu, i přesto, že je tato jedle ve všech oblastech svého výskytu chráněna. Pro záchranu jedle korejské je třeba zvýšit přírodní regeneraci této jedle ze semen.

## Galerie

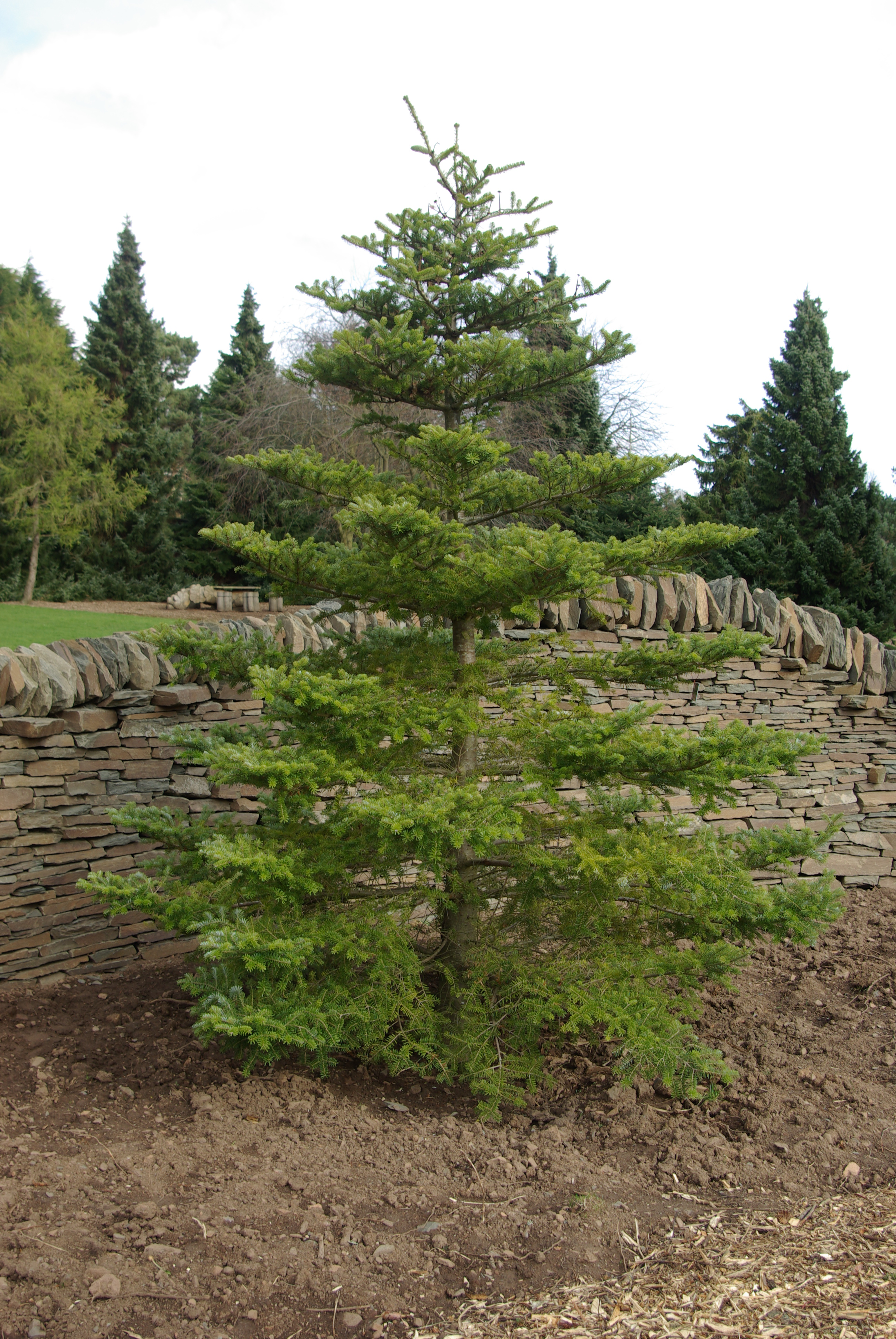
Jedle korejská, strom.
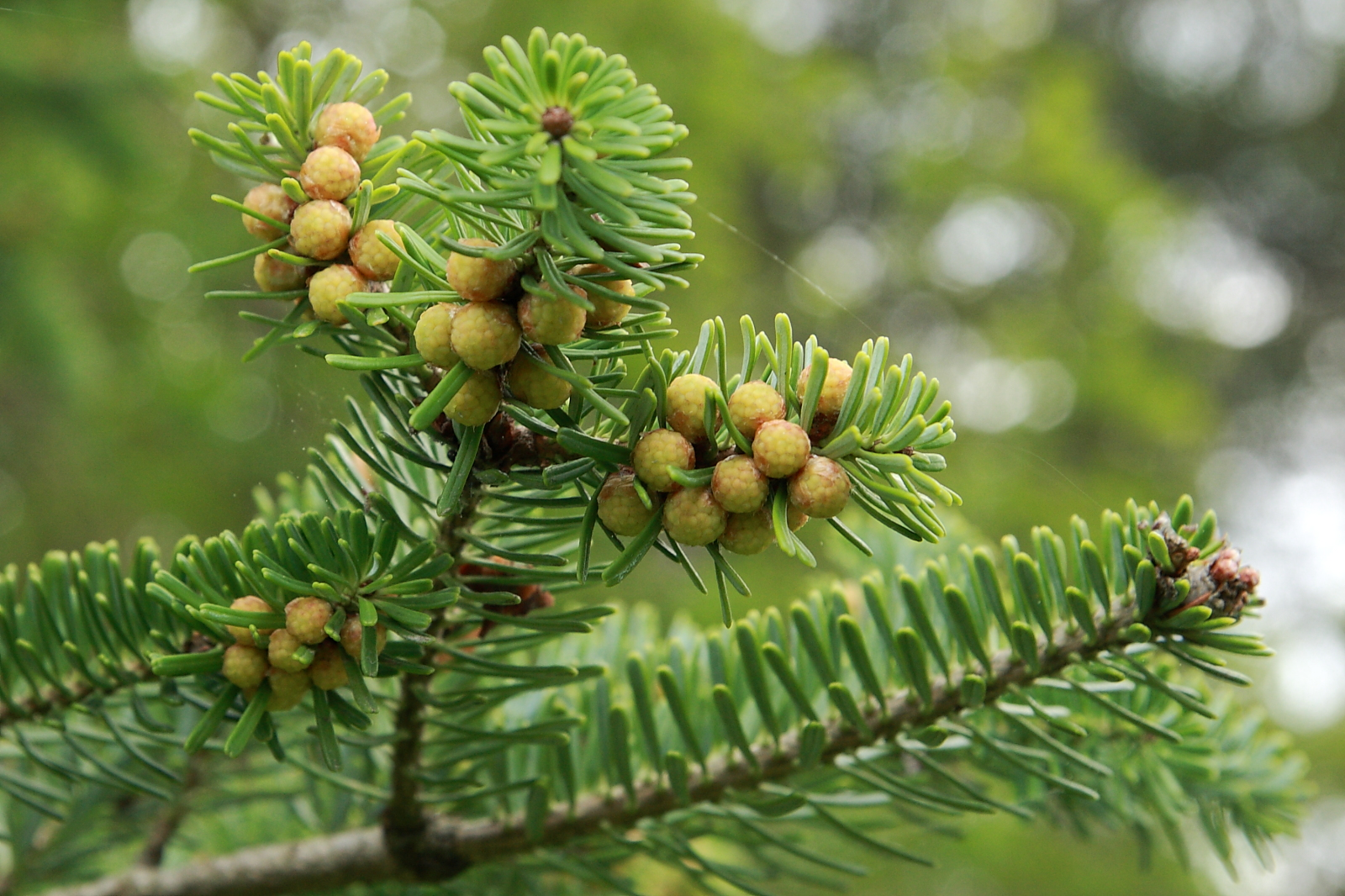
Jedle korejská pěstovaná ve městě Keila v Estonsku, samčí pylové šištice před opylováním. Fotil(a) Iifar.
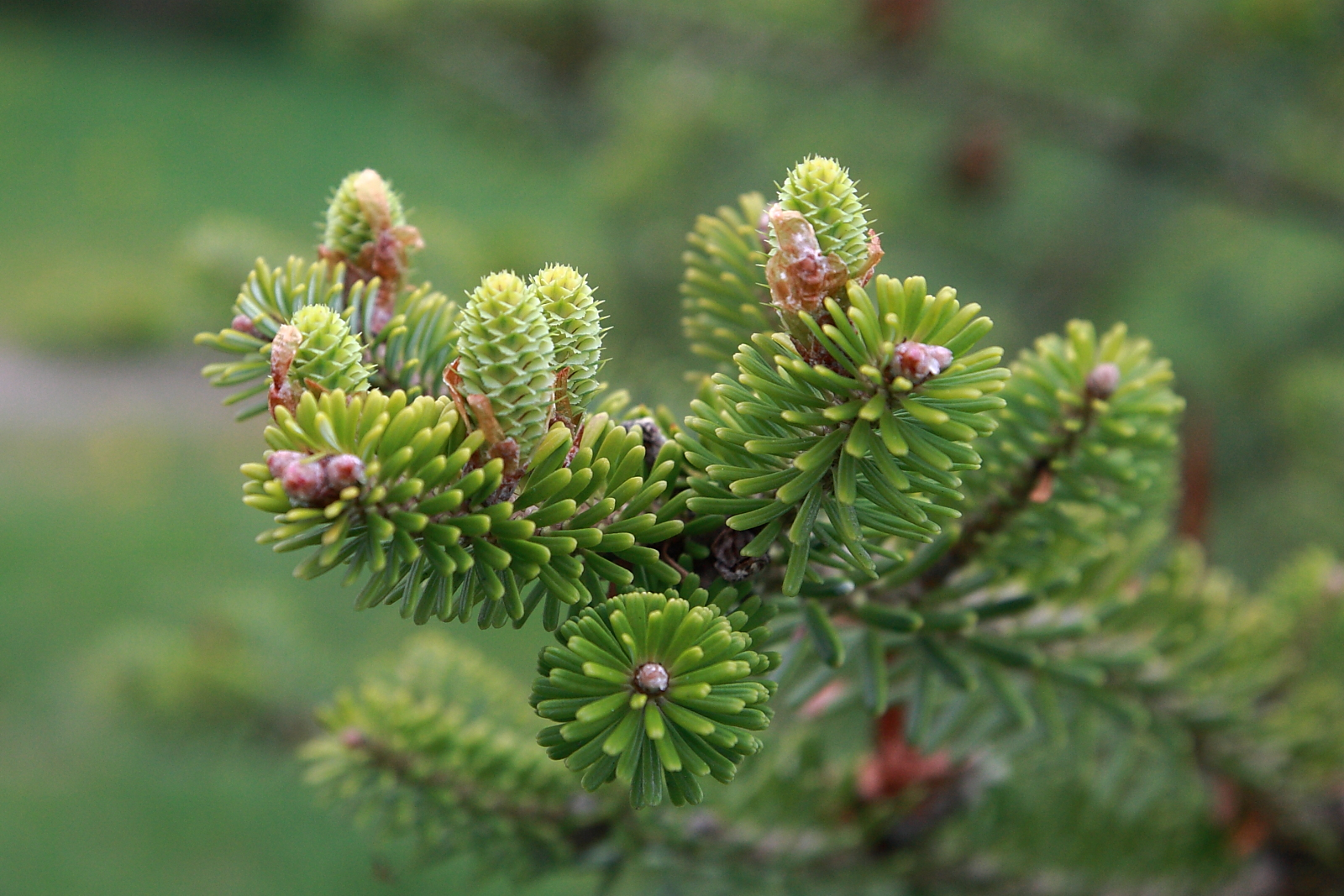
Jedle korejská pěstovaná ve městě Keila v Estonsku, mladé samičí šištice před opylením. Fotil(a) Iifar.
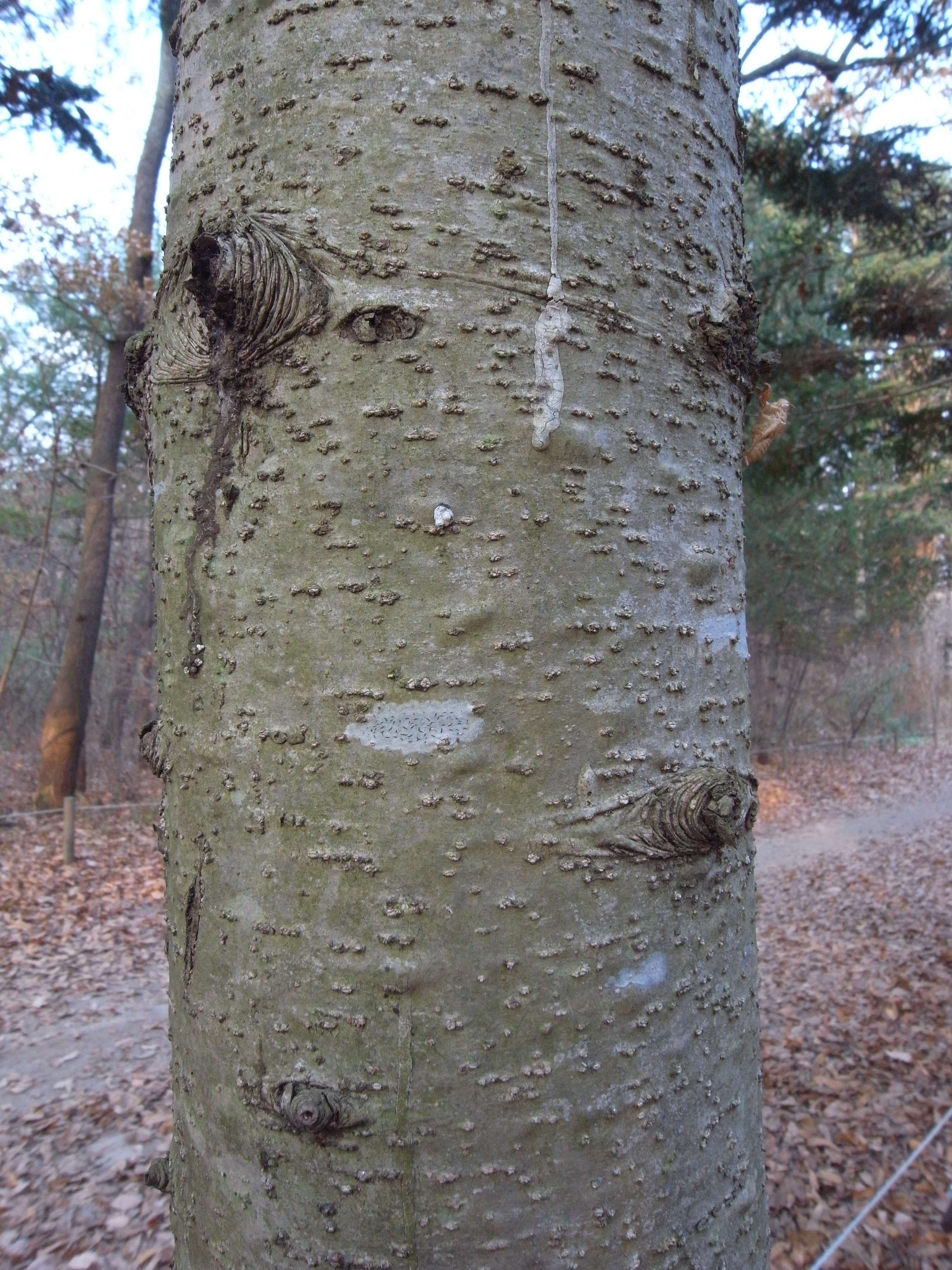
Jedle korejská, borka na kmenu.
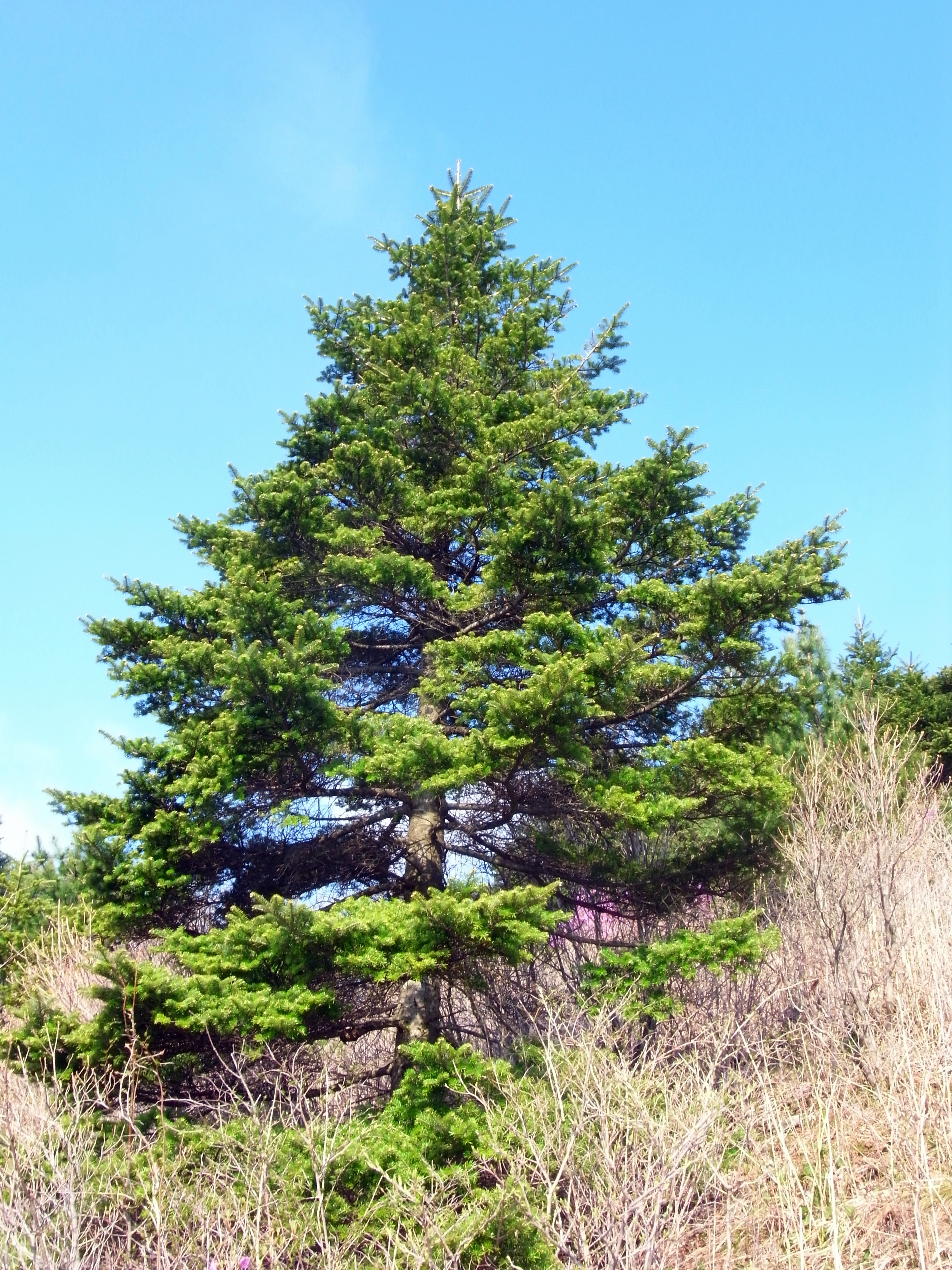
Jedle korejská, strom na hoře Jirisan, Jižní Korea.
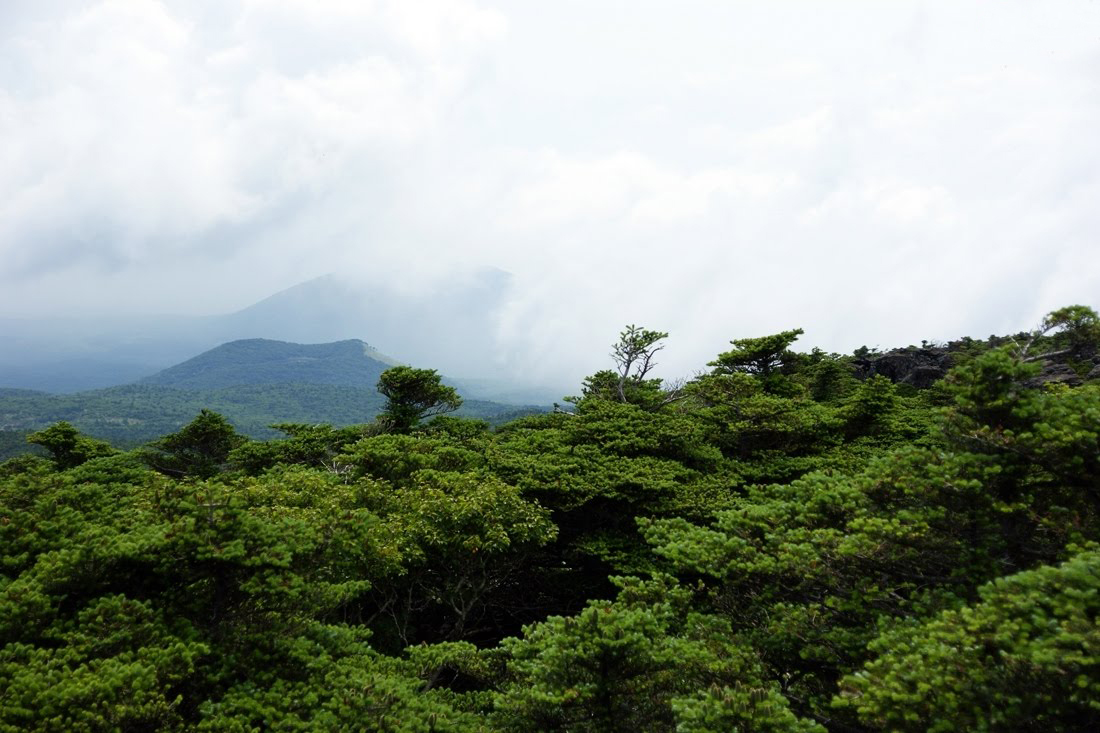
Jedle korejská, les na hoře Halla-san, Jižní Korea.